# Phlegra profuga
Phlegra profuga là một loài nhện trong họ Salticidae.
Loài này thuộc chi Phlegra. Phlegra profuga được Dmitri Viktorovich Logunov miêu tả năm 1996.